# Eisige Stille
Eisige Stille (Originaltitel: Hush) ist ein Film aus dem Genre Thriller von Jonathan Darby, der 1998 in den Vereinigten Staaten von Amerika produziert wurde.

## Handlung
Helen ist die erste Freundin, die Jackson seiner Mutter Martha vorstellt, als die beiden sie auf deren Pferdezuchtfarm Kilronan über Weihnachten besuchen kommen. Zurück in New York stellt Helen fest, dass sie schwanger ist. Jackson und Helen heiraten bald darauf auf der Kilronan, wo Helen Jacksons Großmutter väterlicherseits, Alice, kennenlernt, die sie vor Martha warnt. Wenig später wird Helen in ihrer New Yorker Wohnung von einem Einbrecher überfallen und mit dem Messer verletzt. Er stiehlt ihre Kette mit dem Medaillon, das ein Foto ihrer verstorbenen Eltern enthält und verschwindet. Da Helen sich daraufhin nicht mehr sicher in New York fühlt und Martha darüber klagt, nicht mehr in der Lage zu sein, Kilronan allein zu führen, schlägt Helen Jackson vor, für eine Weile zu Martha zu ziehen. Gleichzeitig könne Jackson die Farm auf Vordermann bringen, um deren Wert für einen späteren Verkauf zu steigern. Jackson ist der Gedanke an eine Rückkehr in seine Heimat unangenehm, da er das Anwesen mit einem schrecklichen Kindheitserlebnis verbindet: Als er noch klein war, soll Jacksons Vater eine Affäre mit einer gewissen Robin Heyes gehabt haben, weshalb sich seine Eltern eines Tages heftig stritten. Jackson soll versucht haben, seine Mutter zu beschützen und so versehentlich seinen Vater die Kellertreppe hinunter gestoßen haben, woraufhin dieser verstarb. Dennoch lässt Jackson sich auf den Umzug ein.
Anfangs läuft das Zusammenleben auf der Farm gut. Bald merkt Helen jedoch, dass Martha zunehmend eifersüchtig auf ihre Beziehung zu Jackson reagiert, einen Keil zwischen die beiden zu treiben versucht und eigene Ziele zu verfolgen scheint. Sie schüchtert auch Alice ein, den Kontakt zu dem Paar zu unterbinden. Da sie sich immer mehr in der Nähe von Martha unwohl fühlt, überredet Helen Jackson, nach New York zurückzukehren. Daraufhin erzählt er Martha, dass die Farm verkaufsbereit sei und er mit Helen abreisen wolle. Martha ist davon nicht begeistert, gibt sich ihrem Sohn gegenüber jedoch einsichtig. Zuvor schickt sie Jackson übers Wochenende auf ein Pferderennen. Helen besucht Alice, um sich zu verabschieden. Sie erfährt, dass Jacksons Vater ohne Zutun seines Sohnes im Keller unglücklich auf ein Werkzeug gestürzt sei.
Martha backt einen Erdbeerkuchen mit dem geburtseinleitenden Oxytocin, den sie am Abend Helen erfolgreich anbietet. Am nächsten Morgen entdeckt diese Licht im Scheunenhaus und dort ein neu hergerichtetes Kinderzimmer, in dem sie in einer Kommode ihr geraubtes Medaillon findet. Die hinzukommende Martha gibt vor, das Kinderzimmer aufgebaut zu haben, um es nach New York zu schicken, war aber zuvor alleine in einem Beichtstuhl und sprach in einer Art Gebet davon, das Kind einer anderen Frau großzuziehen. Die völlig verängstigte Helen kann mit dem Auto zu einem Nachbarn flüchten, dann erkennt sie den Einbrecher von New York in ihm. Die Flucht zu Fuß zur Straße scheitert, weil dort nur Martha anhält und sie ins Haus zurückbringt. Ihre Wehen setzen ein. Als Jackson anruft, holt Martha unter Vorwänden Helen nicht ans Telefon. Jackson ist beunruhigt und macht sich unverzüglich auf die Heimfahrt. Helen bringt unterdessen einen Jungen zur Welt, den Martha sofort für sich beansprucht, ohne sich weiter um Helen zu kümmern. Sie versucht im Anschluss, Helen mit Morphium umzubringen, doch Helen kann mit letzter Kraft die Spritze wegschlagen. In dem Moment betritt Jackson das Haus und Martha hält ihn mit dem Baby und der Behauptung, sie müsse schlafen, von der völlig erschöpften Helen fern. Als sie nachts erneut mit einer Spritze ins Zimmer schleicht, kann der im Sessel auf Helens Aufwachen wartende Jackson unbewusst den Mordanschlag verhindern.
Beim Frühstück am Morgen erzählt Helen Jackson von den Lügen, die ihm seine Mutter zeitlebens aufgetischt hat. So sei Robin Heyes ein männlicher Pferdepfleger gewesen, mit dem Martha ein Verhältnis hatte; und Jacksons Vater war derjenige, der betrogen wurde. Er wollte Martha verlassen, als der Unfall mit dem Werkzeug stattfand. Helen zeigt Jackson ein ähnliches und er erinnert sich, dass Martha das Werkzeug an jenem Tag benutzte, um Fußbodenbretter zu lösen. Nun wird sogar ein Mord von Martha wahrscheinlich, die anscheinend mit dem Werkzeug in der Hand den Keller herunterging, es ihrem am Boden liegenden Ehemann in die Brust rammte und anschließend Jackson Schuldgefühle vermittelte, um ihn an sich zu binden. Helen zeigt weiter die blutunterlaufene Einstichstelle des Mordversuchs am Arm. Jackson ist entsetzt und erklärt Martha, dass er sie nach dem Verkauf der Kilronan nie wieder sehen möchte. Martha besteht derweil immer noch darauf, Helen würde alles nur aus Eifersucht erfinden. Daraufhin schlägt Helen sie mit einer Ohrfeige nieder und verlässt mit Jackson und dem Baby das Haus. Das Trio besucht Alice in ihrem Pflegeheim.

## Kritiken
- Ruthe Stein in der San Francisco Chronicle: Gwyneth Paltrow wirke zu unschuldig, um glaubwürdig zu sein. Johnathon Schaech wirke stocksteif.[1]
- Roger Ebert in der Chicago Sun-Times: Am interessantesten sei das Spiel von Jessica Lange. Es sei mit einigen Aspekten des Charakters von Martha Baring nicht konsistent, aber Konsistenz sei nicht die starke Seite des Films.[2]

## Auszeichnungen
- Nominierung für die Goldene Himbeere für Jessica Lange als schlechteste Schauspielerin 1999.

## Trivia
Der Thriller wurde in Virginia gedreht. Er spielte für die Firma TriStar Pictures in den US-Kinos 13,5 Millionen Dollar ein.